# Агурский, Самуил Хаимович
Самуи́л (Шмуэл) Ха́имович Агу́рский (1884, Гродно — 1947, Павлодар) — российский революционер, позже историк. Доктор исторических наук, член-корреспондент АН БССР (1936). Сын — Михаил Самуилович Агурский.

## Биография
Родился в 29 апреля 1884 года в городе Гродно (ныне Республика Беларусь) в нищей семье, как вспоминал его сын. Учился в хедере. "Родители запрещали ему читать и даже били за это". Работал на разных работах, в особенности портным. Как вспоминал его сын: "В рабочих кружках он выучился читать и писать на идиш. Первый его революционный опыт был связан с Бундом". 
Стал эмигрантом в 1906—1917 гг. Годы изгнания провёл в Великобритании, а затем в США. В эмиграции Агурский был рабочим-портным, сотрудником социалистических изданий на идиш. Он стал одним из основателей (в 1916) Еврейского рабочего института в Чикаго для эмигрантов из стран Восточной Европы. В Америке сближается с движением анархизма, станет членом IWW, был дружен с известными левыми американскими лидерами Уильямом Хэйвудом, Юджином Дебсом, Альбертом Рисом Вильямсом. После Февральской революции ("принял участие в митингах, посвященных ее победе, выступая вместе с находившимся в то время в Америке Бухариным") вернулся в Россию в качестве корреспондента американской еврейской прессы. Участник демонстрации 3 июля 1917 года в Петрограде; присутствовал на Первом съезде Советов. 
После Октябрьской революции он и американский журналист А. Р. Уильямс создали «Интернациональный легион в помощь Красной армии».
Тогда же Агурский примкнул к большевикам и начал карьеру советского партийного деятеля: под руководством И. В. Сталина он работал в Народном комиссариате по делам национальностей, был членом коллегии Еврейского комиссариата. Он был также в числе организаторов и руководителей Еврейской секции ВКП(б). Агурский и Сталин подписали декрет «О закрытии Центрального бюро еврейских общин» от имени Комиссариата по еврейским национальным делам.
Позднее Агурский служил на многих партийных постах и должностях, являлся еврейским комиссаром Витебской губернии. Посещая США, способствовал там созданию Компартии, сбору средств для голодающих Поволжья, был историком революционного движения. В двадцатые годы Агурский работал в Истпарте ЦК компартии Белоруссии, затем переехал в Москву, где был в 1930—1933 годах директором Испарта при Московском комитете ВКП(б). В следующем году он был назначен на должность директора Института еврейской пролетарской культуры и заместителя директора Института национальных меньшинств АН БССР, в 1936 году — он уже член-корреспондент АН БССР.
Восхождение по научной и партийной иерархии было прервано в марте 1938 года. Против Агурского было выдвинуто обвинение в принадлежности к некоей еврейской фашистской организации, а также поставлена в вину вредительская деятельность в Академии наук Белоруссии. В следующем году он был осуждён на пять лет ссылки в Казахстан. Весной 1947 года на непродолжительное время он смог нелегально побывать в Москве и узнать возможность пересмотра его обвинения, попутно увидевшись с семьёй. Однако, выяснив, что пересмотр дела невозможен, он вернулся к месту ссылки, где вскоре и умер от последствий инсульта.
В 1956 году дело по обвинению Самуила Агурского было прекращено, а сам он реабилитирован посмертно.

## Работы
Предпринял попытку научно-литературной критики отдельных аспектов бундовской интерпретации революционного движения в Белоруссии. Автор работ по истории революционного движения в Белоруссии, редактор сборников материалов «1905 в Белоруссии» (1926), «Октябрь в Белоруссии» (1927).
Опубликовал более 30 научных работ, в том числе 4 монографии.
Основные работы:
- Еврейский рабочий в коммунистическом движении (1917-1921).(пер. с идиш). — Минск: Гос. изд-во Белоруссии, 1926. — 244 с.
- Очерки по истории революционного движения в Белоруссии (1863-1917). — Минск: Белгосиздат, 1928. — 348 с.
- Московский пролетариат на баррикадах. 1905 г.. — М.: ОГИЗ - Московский рабочий, 1930.
- Октябрьские бои в Москве. — М.: Мособлпартиздат, 1932.
- Борьба за Октябрь в Москве. — М.: Моспартиздат, 1933.
- Ленинская «Искра» в борьбе против Бунда. — Минск: ДВБ, 1934.